# Alejandro Encinas Rodríguez
Alejandro de Jesús Encinas Rodríguez (Ciudad de México, 13 de mayo de 1954) es un político, economista y académico mexicano, miembro del Movimiento Regeneración Nacional. Actualmente, es el Secretario de Planeación, Ordenamiento Territorial y Coordinación Metropolitana en el gobierno de Clara Brugada.
Ha militado en el Partido Comunista Mexicano, el Partido Socialista Unificado de México, el Partido Mexicano Socialista, y el Partido de la Revolución Democrática. 
Como legislador, ha sido diputado federal en tres ocasiones: en 1985, en 1991 y en 2009 (LIII, LV y LXI legislaturas), donde presidió diversas comisiones y coordinó la fracción parlamentaria del PRD, Asimismo de 2012 a 2018 fue Senador de la República, Presidente de la Mesa Directiva de la Asamblea Constituyente de la Ciudad de México y Diputado electo por Coyoacán para integrar el Congreso de la Ciudad de México (2018).
Como funcionario de la Ciudad de México, se desempeñó como Secretario de Medio Ambiente, Secretario de Desarrollo Económico, Secretario de Gobierno y Jefe de Gobierno. A nivel federal, de 2018 a 2023 fue Subsecretario de Derechos Humanos, Población y Migración. Entre el 16 y 19 de junio de 2023 fungió como encargado del despacho de la Secretaría de Gobernación en el gobierno de Andrés Manuel López Obrador.

## Trayectoria política
Catedrático de la Facultad de Economía de la UNAM. Consultor de la Comisión Económica para América Latina y el Caribe, y del Instituto Interamericano de Cooperación para la Agricultura de la OEA. Presidió las delegaciones que participaron en las reuniones interparlamentarias sobre hábitat, desarrollo sustentable y asentamientos humanos, en Vancouver, Canadá y Nairobi, Kenia. Integrante de la delegación mexicana que participó en la Conferencia de las Naciones Unidas sobre medio ambiente y desarrollo, reunión de la Organización de Naciones Unidas sobre Medio Ambiente y Desarrollo también conocida por los nombres de: Cumbre de Río, o Cumbre de la Tierra. 
Encinas ha sido miembro en tres ocasiones de la Cámara de Diputados, en los periodos de la LIII Legislatura (1985-1988) de la Corriente Democrática como suplente de Demetrio Vallejo, a cuya muerte asumió la titularidad de la diputación; elegido diputado en la LV Legislatura (1991-1994) fue presidente de la Comisión de Asentamientos Humanos y Obras Públicas, que elaboró la nueva Ley General de Asentamientos Humanos, aprobada por unanimidad en 1993, ese mismo año fue candidato del PRD a Gobernador del Estado de México.  
En el gobierno del Distrito Federal inició su actividad como Secretario del Medio Ambiente en el gobierno de Cuauhtémoc Cárdenas Solórzano y en 2000 fue candidato del PRD a Jefe Delegacional de Álvaro Obregón. Volvió al gobierno como Secretario de Desarrollo Económico y luego como Subsecretario y Secretario de Gobierno en el mandato de Andrés Manuel López Obrador, finalmente fue designado Jefe de Gobierno del Distrito Federal cuando éste renunció al cargo para ser candidato a la Presidencia de la República.

### Jefe de Gobierno del Distrito Federal (2005-2006)
El 26 de julio de 2005, el entonces Jefe de Gobierno del Distrito Federal, Andrés Manuel López Obrador presentó su renuncia al cargo mediante una carta enviada a la Asamblea Legislativa del Distrito Federal, solicitando que esta fuera efectiva a partir del 29 de julio de ese mismo año.
En sesión extraordinaria, el órgano legislativo de la Ciudad de México aceptó la renuncia de Andrés Manuel López Obrador y ese mismo día (29 de julio) designó a Alejandro Encinas como Jefe de Gobierno del Distrito Federal, cargo que asumió el 2 de agosto, luego de rendir protesta ante el pleno de la Asamblea Legislativa del Distrito Federal.
Durante su mandato, la capital de México fue escenario de las principales manifestaciones de descontento provocadas por el fraude electoral de las elecciones de 2006, entre las que destacó el plantón que ocupó Paseo de la Reforma y las avenidas Juárez y Madero hasta el Zócalo.
Ante la determinación de la Convención Nacional Democrática de evitar que el entonces presidente Vicente Fox encabezara el Grito de Independencia en la plancha del Zócalo, Alejandro Encinas se encargó de presidir la ceremonia desde el balcón del Antiguo Palacio del Ayuntamiento en medio del apoyo ciudadano. (El Grito que no pudieron callar)

### Post-jefatura de gobierno
En el año 2009 fue elegido diputado del Distrito Federal por el principio de representación proporcional y fungió como el Coordinador del Grupo parlamentario del Partido de la Revolución Democrática en la LXI Legislatura.
El 6 de enero de 2011 mencionó su interés en contender nuevamente en las elecciones del Estado de México para la gubernatura de este mismo. Contendiendo en las elecciones del 3 de julio de 2011. 
Fue Senador de la República por la LXIII Legislatura (2012-2018) bajo el principio de primera minoría, presidiendo la Comisión de Estudios Legislativos, Segunda y las rotativas de Bicamaral del Canal de Televisión del Congreso General de los Estados Unidos Mexicanos (H. Congreso de la Unión) y  Bicamaral de Seguridad Nacional (H. Congreso de la Unión).

### Salida del PRD
Alejandro Encinas renunció al PRD al señalar:  “no puedo mantenerme en las filas del partido al que han puesto en evidencia los hechos ocurridos en Iguala y que a cuatro meses de la tragedia sus dirigentes guardan silencio y apuestan al desgaste y al olvido”.
Entre las críticas hacia la dirigencia del partido señaló que se han violado los postulados que le dieron origen, se han revertido los procesos unitarios e instaurado prácticas como el clientelismo, el fraude electoral, la compra de votos en sus procesos internos, la impunidad y la violación de sus propias normas, la malversación de sus recursos públicos, el moche legislativo o “el condicionar el empleo al pago de un diezmo del salario de los trabajadores. Se ha llegado al extremo de vender candidaturas y postular a delincuentes como sus candidatos”, denunció.

### Una Constitución para la Ciudad de México
El 15 de septiembre de 2016 se instala la Asamblea Constituyente de la Ciudad de México, integrada por 100 diputados constituyentes, quienes eligen bajo consenso a Alejandro Encinas para presidir la Mesa Directiva de la Asamblea Constituyente liderando así el trabajo desempeñado a lo largo de cuatro meses y medio, durante los cuales se realizaron 21 sesiones plenarias, que ocuparon 42 días de trabajo, destacando la sesión más larga en la historia parlamentaria del país, que se extendió del 14 al 27 de enero. Se presentaron 544 iniciativas de legisladores y 978 de ciudadanos, y se discutieron 870 reservas en lo particular, con la participación de mil 342 oradores. A lo que se suman más de mil 600 horas de trabajo efectivo de las ocho comisiones de dictamen, la atención a más de 10 mil personas, 47 organizaciones no gubernamentales y  93 manifestaciones públicas se logra la aprobación de la Constitución Política de la Ciudad de México el 31 de enero de 2017.

### Subsecretario de Derechos Humanos
Siendo Subsecretario de Derechos Humanos, Población y Migración instala por Decreto Presidencial la Comisión para la Verdad y Acceso a la Justicia del Caso Ayotzinapa (14 de enero de 2019). Ha impulsado una transformación encaminada a crear una cultura de los derechos humanos; promoviendo una política nacional que coordina las acciones de las instituciones públicas del gobierno federal de manera transversal, con perspectiva de género, con el firme propósito de crear una cultura institucional para que el Estado garantice la defensa, protección y ejercicio de los derechos humanos. En este mismo eje el 18 de agosto de 2022 se crea la Comisión para el Acceso a la Verdad, el Esclarecimiento Histórico y el Impulso a la Justicia de las Violaciones Graves a los Derechos Humanos cometidas de 1965 a 1990.
La política que promueve parte de reconocer el derecho a defender los derechos humanos, el derecho a la identidad como derecho primario, el derecho de las personas desaparecidas a ser buscadas, el derecho de las mujeres a una vida libre de violencia, el derechos a respetar los bienes y tradiciones de las comunidades indígenas y a vivir dignamente en una sociedad de respeto, con instituciones sólidas y leyes que permitan al Estado cumplir con su obligación de garantizar el ejercicio de derechos humanos y atender a las personas que han sido violentadas en sus derechos.
En donde el objetivo es crear una cultura de respeto y garantía de los derechos humanos en el Estado mexicano y sus instituciones, formando una nueva generación de servidores públicos para su defensa, con una fuerte presencia territorial que permee en cada persona, familia y comunidad a fin de regenerar nuestras formas de convivencia social, y fortalecer los valores de ética, tolerancia, respeto y reconocimiento a la diversidad y diferencias.
Fue encargado del despacho de la Secretaría de Gobernación desde el 16 de junio de 2023 al 19 de junio del mismo año, cuando asumió la titularidad de la Secretaría Luisa María Alcalde Luján.